# 조선대학교 (일본)
조선대학교(일본어: 朝鮮大学校 조센다이갓코[*])는 재일 조선인 단체인 재일본조선인총연합회가 운영하고 있는 대학교이다. 줄여서 조대라 부르기도 한다. 일본 도쿄도 고다이라시 1-700 (小平市小川町1-700)에 위치해 있다. 참고로, 대한민국 광주광역시에 있는 조선대학교(Chosun University)와 서울특별시 및 세종특별자치시에 위치하며 영문 표기를 Korea University라고 하는 고려대학교와는 아무런 관련이 없다.

## 개요
조선학교의 최고 교육 기관이다. 대학 수준의 교육을 실시하고 있지만, 일본 문부과학성에서 대학으로의 승인을 받지 못하여, 법적으로 각종학교 취급을 받고 있다. 일본 사립학교법에 근거한 학교법인 도꾜조선학원이 운영하고 있으며 재일본조선인총련합회와 조선민주주의인민공화국으로부터 지원을 받고있다.
전후의 개방대학에서 50여년의 역사가 있고 제반 조직 개편을 거쳐 현재는 4년제 8학부 (일부 3년제)로 구성이 되어있다. 강의는 기본적으로 한국어로 진행되며, 일본인 강사도 많이 채용하고 있다.
재학생의 절대다수가 조선고급학교 출신이지만, 일부 일본의 고등학교 졸업생도 다니고 있다. 일본학교 출신자는 편입반으로 불리는 반에 들어가(유학생 별과에 상당), 한국어 습득 등 교육을 받는다. 조선적뿐만 아니라 대한민국 국적, 일본 국적의 학생도 재학하고 있다.
졸업생의 진로는 조선총련직원, 조선학교교원, 재일동포 기업 등에의 취직이 많다. 한편 타대학의 학부, 대학원 진학자도 있어 국내의 대부분의 사립 대학과 일부를 제외한 국공립 대학은 졸업생에게 대학원(법과대학원을 포함한다.) 수험 자격의 문을 열고 있다.
재학생은 일부 기숙사생활이 곤란한 사람을 제외한 전원이 기숙사에서 생활을 하고 있다. 기숙사에서 학외로의 출입은 폐문시간 전까지 비교적 자유롭기 때문에 방과 후는 아르바이트에 힘쓰는 학생도 많다. 평상시 외부인의 캠퍼스 입장은 제한되고 있어 방문자는 소정의 수속을 거쳐야 한다. 다만 학원제 기간 중에는 캠퍼스가 개방되어 인근 주민 등에서 활기를 보이고 있다.

## 연혁
- 1956년 - 도꾜조선중고급학교(도쿄도 기타구) 부지에서 2년제로 설립
- 1958년 - 4년제로 전환
- 1959년 - 도쿄도 코다이라시에 이전(교사는 1962년도의 일본 건축 연감상을 수상)
- 1964년 - 도서관 및 강당을 준공
- 1964년 - 문학부·역사 지리학부·정치 경제학부(정치 경제학과)·이학부(물리 수학과)·사범 교육학부(사범과, 체육과, 음악과, 미술과)의 5 학부 체제가 된다
- 1967년 - 공학부(기계공학과, 전자 공학과)를 설치
- 1968년 - 당시 도쿄도 지사에 의해 각종학교 취급이 된다
- 1968년 - 공학부에 금속 공학과를 신설
- 1970년 - 조선어 연구소를 신설
- 1970년 - 외국어 학부(영어과, 불어과)를 설치
- 1974년 - 연구원(일본의 대학의 대학원에 해당한다), 민족 교육 연구소를 신설
- 1975년 - 역사 지리학부에 역사학과와 지리 학과를 신설
- 1977년 - 정치 경제학부에 경영학과를 신설
- 1978년 - 정치 경제학부에 철학과와 사범 교육학부에 보육과를 신설
- 1982년 - 창립 25주년 기념관 준공
- 1982년 - 정치 경제학부 경영학과가 경영학부에 승격 설치, 사회과학 연구소를 신설
- 1985년 - 사범 교육학부에 3년제의 사범과를 신설
- 1990년 - 제3 연구동과 체육관을 준공
- 1999년 - 이학부와 공학부를 통합해「이공학부」로 개칭, 이공학부에 정보처리 학과를 신설, 정치경제학부에「법률학과」를 신설, 사범교육학부를「교육학부」로 개칭해 교육학과를 4년제와 3년제로 개편, 연구원을 전기 2년·후기 3년으로 개편
- 2003년 - 단기학부를 신설, 문학부와 역사지리학부를 통합해「문학 역사학부」로 개칭
- 2004년 - 단위제를 도입
- 2006년 - 창립 50주년을 맞이한다
- 2007년 - 축구부가 도쿄도 대학 축구·리그 우승, 칸토 대학 축구 리그(2부)에 승격

## 개설학과
- 정치경제학부
  - 정치경제학과
  - 법률학과
- 문학역사학부
  - 어문학과
  - 역사지리학과
- 경영학부
- 외국어학부
  - 영어학부
  - 일본어학부
- 이공학부
  - 이학과
  - 전자정보공학과
- 교육학부
- 체육학부
- 단기학부
  - 생활과학과
  - 정보경리과

## 출신 유명인
- 김학렬 - 문학박사, 학렬문고 대표
- 홍상진 - 조선인강제연행진상조사단장
- 박경식 - 역사학자
- 박민희 - 그림작가
- 김송이 - 소설가
- 김얼 - 가야금 연주가
- 강명희 - 소해금 연주가
- 강정숙 - 화가
- 김영숙 - 사진작가
- 하전남 - 현대미술작가
- 정대세 - 축구 선수
- 정용대 - 축구 선수
- 이열리 - 복싱선수
- 양영희 - 영화감독
- 이봉우 - 영화 프로듀서, 시네카논 대표

## 같이 보기
- 재일본조선인총련합회
- 조선학교